# 佐伯孝
佐伯 孝（さえき たかし、1916年9月27日 - 2009年12月16日）は、日本の実業家。第6代日清製粉（現日清製粉グループ本社）社長や、同社会長を務めた。藍綬褒章受章。

## 人物・経歴
長崎県佐世保市出身。1941年旧制東京商科大学（現一橋大学）卒業後、日清製粉（現日清製粉グループ本社）入社。
同社入社後は製粉事業部門で営業、生産、秘書、調査、経理などを担当し、1969年取締役に昇格。1978年常務取締役。1981年から社長を務め、五分無償増資などを行った。1983年藍綬褒章受章。1986年会長に就任。
2009年肺炎のため死去。享年93。